# ألبرت اولسون
ألبرت اولسون (بالسويدية: Albert Olsson)‏ (28 نوفمبر 1896 غوتنبرغ السويد - 20 أكتوبر 1977 غوتنبرغ السويد) هو لاعب كرة قدم سويدي سابق كان يلعب كمهاجم، لعب خلال مسيرته 10 مباريات وسجل 5 أهداف، شارك في الألعاب الأولمبية الصيفية 1920.

## مسيرته

### مسيرته مع المنتخبات الوطنية
- 1919 - 1927 لعب مع منتخب السويد لكرة القدم 10 مباريات سجل خلالها 5 أهداف.

## روابط خارجية
- ألبرت اولسون على موقع الاتحاد الدولي (مؤرشف)  (الإنجليزية)
- ألبرت اولسون على موقع اتحاد السويد (السويدية)
- ألبرت اولسون على موقع قاعدة بيانات كرة القدم.إي يو (الإنجليزية)
- ألبرت اولسون على موقع ناشيونال فوتبول تيمز (الإنجليزية)
- ألبرت اولسون على موقع عالم كرة القدم.نت (الإنجليزية)
- ألبرت اولسون على موقع أوليمبيديا (الإنجليزية)
- ألبرت اولسون على موقع اللجنة الأولمبية السويدية (السويدية)